# 軌道エレベータ

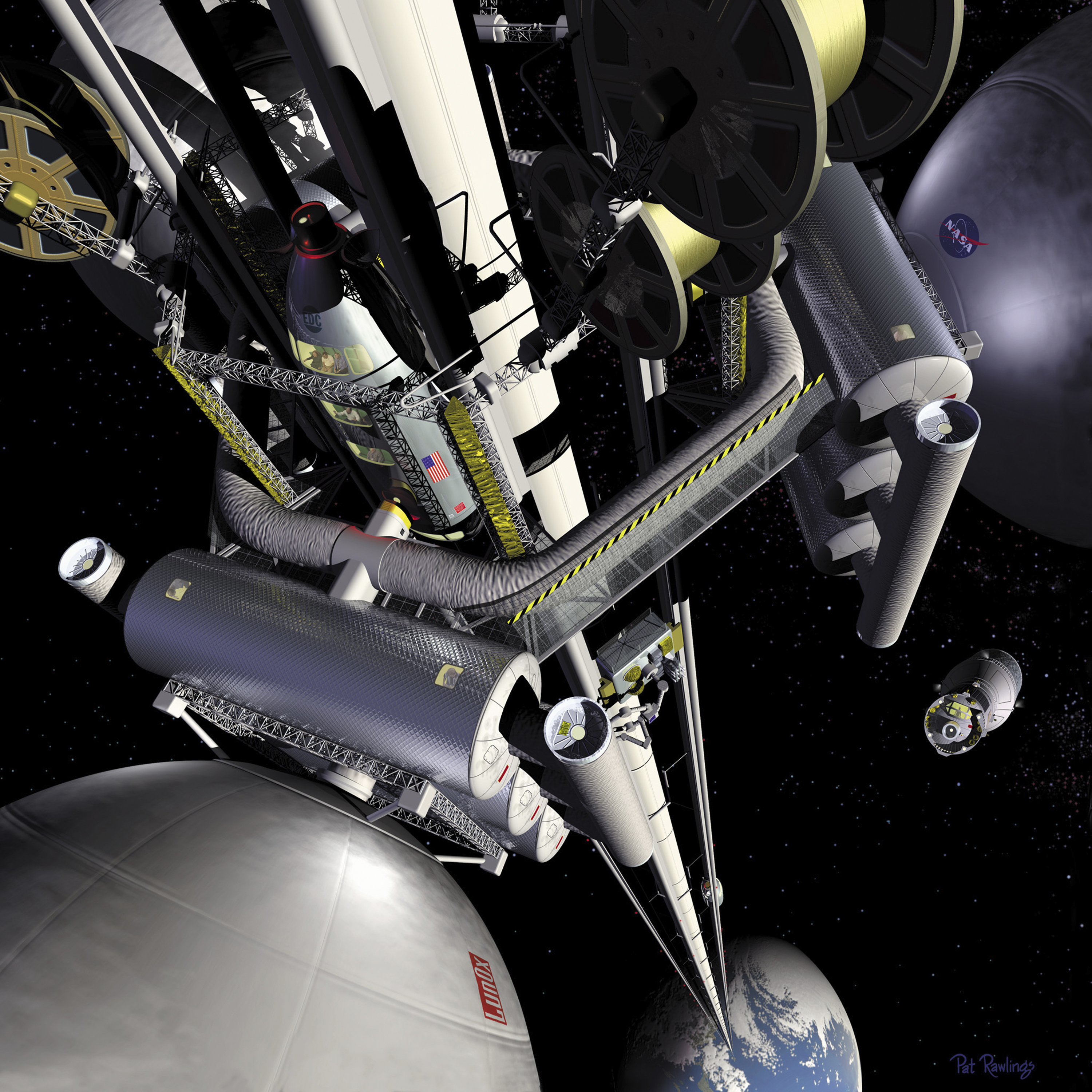
NASAによる軌道エレベーター想像図

軌道エレベータ（きどうエレベータ、英: space elevator）は、惑星などの表面から静止軌道以上まで伸びる軌道を持つエレベータの構想である。宇宙エレベータとも呼ばれる。
実現した場合、宇宙空間への有利な進出手段として構想されている。カーボンナノチューブの発見後、現状の技術レベルでも手の届きそうな範囲にあることから実現に向けた研究プロジェクトが日本やアメリカで始まっている。

## 概要

軌道エレベータの概念図

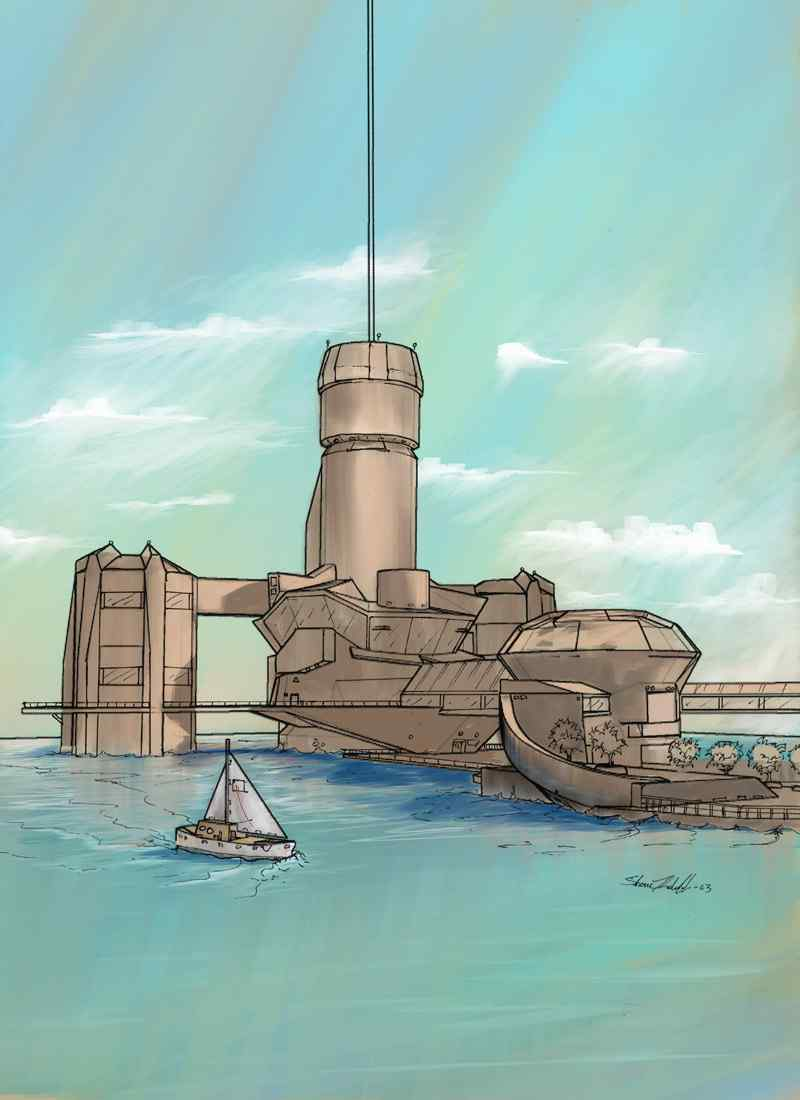
軌道エレベータの基部の想像図

現在の科学技術では、地球から宇宙空間への物資輸送はロケットを用いる他ないが、宇宙空間まで到達する高さの構造物があれば、それを昇降することでコスト、安全性が格段に効率的になる。その構造物をエレベーターのように移動する構想が研究されている。地上から宇宙空間まで延びる塔、軌条、ケーブルなどの構造物に沿って運搬機が上下することで宇宙と地球の間の物資を輸送できる。動力を直接ケーブル等に伝えることで、噴射剤の反動を利用するロケットよりも安全に、かつ遥かに低コストで宇宙に物資を送ることができる。
しかし、長大な構造物はそれなりの自重があるため、軌道エレベータを建設するために必要な強度を持つ構造材料は昔は存在しなかった。かつて軌道エレベータはSF作品などの中で描かれる概念的な存在でしかなかったが、理論的に必要な強度を持つ材料としてグラファイト・ウィスカー（針状の炭素）などが発見された。さらに、20世紀末になってカーボンナノチューブが発見されたことにより、その実現を目指した研究プロジェクトが発足している。
宇宙空間においてその構造物は静止軌道上にあることが理想とされる。具体例として静止軌道上の人工衛星を、重心を静止軌道上に留めたまま地上に達するまで縦長に引き伸ばし、そのケーブルを伝って昇降することで、地上と宇宙空間を往復する。その際、全体の遠心力と重力が釣り合うように、反対側（外側）にもケーブルを伸ばしたり、十分な質量を持つアンカー（いかり）を末端に設ける。
ケーブルの全長を約10万kmとする場合、上端の移動速度はその高度での脱出速度を上回っているため、燃料なしでも地球周回軌道から脱して惑星間空間に飛び出すこともできる。
本エレベーターは固定された上を籠が上下に移動する仕組みを取るが、ケーブルに沿って下に行くほど重力が強まり遠心力が弱まる一方、上に行くほど重力が弱まり遠心力が強まる。荷物を上げ下げする際に回転半径の大きさが変わるためいわゆるコリオリの力が発生し直交方向に力が加わるが、構造物の重心には常に地球の一点への引力と遠心力が掛かるため位置を自然に維持すると考えられる。
ケーブルは一定の太さではなく、静止軌道から両端に向かって徐々に細くなっていくテーパー構造である。ただし、地上から数kmの部分は風や雷の影響を避けるため、10倍ほどに太くし、さらに上空数百kmまではケーブルの構成物質が酸素の原子と反応して劣化（酸化）するのを防ぐため、金属で薄くコーティングする必要がある。
地上側の発着拠点（アース・ポート）は、一般に言われるように赤道上にしか建設できないわけではないが、赤道上であればケーブルにかかる張力を小さくできるので最適である。緯度が上がるほどケーブルにかかる張力が大きくなり、また赤道以外ではケーブルが地面に対して垂直にはならないため、赤道から極端に離れた場所に建設するのは難度が高くなる。2004年に開かれた軌道エレベータ建設に関する国際会議では、アース・ポートは赤道から南北それぞれ緯度35度以内に建設すべきであることが示された。建設地点としての適性を赤道で100%とすれば、35度で50%となり、そこから先は急速に減少するという。ただし、これは緯度だけを問題にした場合であり、それ以外にも、気象条件や周辺地域の政治的安定性など考慮すべきことは多い。また、ケーブルの振動や熱による伸縮への対策、低軌道の人工衛星や大きなスペースデブリとの衝突の回避などのために、アース・ポートは地上に固定するのではなく海上を移動可能なメガフロートとすることが望ましい。地球の重力場は完全に均一ではないため、赤道上に作るなら西経90度（ガラパゴス諸島付近）および東経73度（モルディブ付近）が最も安定させやすい。ブラッドリー・C・エドワーズらはいくつかの建設候補地を挙げ、その中でも東太平洋の赤道付近とインド洋のオーストラリア西方沖を有望視している。

### 現行方式との比較
現在、地球上から宇宙空間へ人間や物資を運ぶ手段はソユーズなどの化学ロケットしか存在しない。各国、コスト削減と成功率の競争中であり、日本はH3ロケットを開発運用中である。
ロケットを宇宙への物資運搬手段として考えた場合、地球の重力に抗して宇宙空間まで移動するのに莫大な燃料を消費する。ロケットは、原理的に本体の重量のおよそ90%以上を燃料が占めるので効率が悪い。また、燃料として過塩素酸塩を含有する固体燃料や非対称ジメチルヒドラジンなどを使用するものは燃料そのものが有害物質で、燃焼時に有毒物質を発生して環境汚染の原因になる。爆音や有毒ガスの発生以外にも、信頼性や事故発生時の安全措置の面でも不安がある。
このため、将来恒常的に大量の物資・人員を輸送することを念頭に置いた場合、経済的で低公害の輸送手段が望まれる。現在、ロケットに代わるさまざまな輸送手段が検討されており、軌道エレベータはその一つである。
エレベータの乗り込む部屋に相当する「籠」の昇降には電気動力などを使い、ロケットのように燃料自体を運び上げる必要がないため、一度に宇宙空間に運び出す、または宇宙から運び降ろす物量を大幅に増やすことができる。また、上るときに消費した電力は位置エネルギーとして保存されているので、降りでは回生ブレーキを使って位置エネルギーを回収し、エネルギーの損失を抑えることができ、コストが非常に安くて済む。一つの試算によると現行ロケットの場合、物資1ポンドあたりの輸送コストが4 - 5万ドルであるのに対し、軌道エレベータの場合約100ドル（1kg当たり220ドル）となる。電力供給に関しては有線、無線式どちらも検討されている。加えて太陽電池や燃料電池も有効とされている。有線での給電では、カーボンナノチューブはそれに必要なだけの伝導性を持たないため、支柱へ別途送電線を組み込む必要がある。
昇降機がケーブルと接触した状態のまま動く場合、その速度を200km/h程度とした場合、地上から静止軌道までは約1週間、上端までは更に5日間かかることになる。静止衛星用のロケットは時速40,000km以上となるが、直接静止軌道へ行くことはなく、いくつかの軌道を遷移して遠回りするように移動するため10日ほどかかっている。エレベータの安全性から、特別な訓練を受けた宇宙飛行士でなくとも宇宙に行くことができるようになると想定されるが、非常に時間が掛かるため、利用者にストレスを与えないように、旅客用の昇降機（籠）には高い居住性を持たせる必要がある。リニアモーターなどを使用すれば時間を短縮でき、例えば昇りのとき1Gで加速し、中間点からは1Gで減速すると約1時間で静止軌道に到着することになるが、中間地点での速度は64,000km/hに達する。ただし、現在研究中のプランでは磁気浮上方式は検討対象外になっている。ちなみに、ISSは近地点高度278km、遠地点高度460kmの範囲の軌道に維持されている。この程度の高度でよければ、200km/h程度の速度でもごく短時間に到達できる。
なお、通常のエレベータと違い、1本のケーブルを複数の昇降機が同時に利用することになる。しかしながら、単線の列車と同じシステムなわけで、すれ違い駅を設けることができるまでは、片道通行での運用しか考えられない。したがって、現実的には、ラッシュアワーの列車のように昇降機を同じ方向にのみ動かし貨物量を稼ぐ、続行運用が実用的である。

## 呼称
軌道塔、宇宙エレベータ、同期エレベータ、静止軌道エレベータなどとも呼ぶ。旧ソビエト連邦での発案者ユーリイ・アルツターノフの命名から「天のケーブルカー」、旧約聖書（創世記）におけるヤコブの話に因んで「ヤコブの梯子」、童話『ジャックと豆の木』から「ビーンストーク（豆の木）」と呼ばれることもある。

## 歴史
軌道エレベータの着想は、宇宙旅行の父コンスタンチン・ツィオルコフスキーが1895年に既に自著の中で記述している。ツィオルコフスキーはパリで見たエッフェル塔に強い印象を受け、死後の1959年に刊行された著書の中で、赤道上から天に向って塔を建てていくと、次第に遠心力が強くなり、ある点（静止軌道半径）で遠心力と重力が釣り合うと述べている。同じく1959年、ユーリイ・アルツターノフが逆に静止軌道上からその上下にケーブルを伸ばす前述のような軌道エレベータの構想（天のケーブルカー）を発表した。
軌道エレベータを構築する上で一番の問題は、静止軌道まで約36,000kmも伸ばしたケーブルが自重によって切れてしまうのを防ぐことである。
1975年、ジェローム・ピアソンは、軌道エレベータの材料に関する研究を行った。その結果、上空に行くに従い重力が小さくなり、かつ遠心力が強くなることを考慮すると、引っ張り強さ/密度（破断長）が4,960kmほど、すなわち一様な重力場で、一様な太さのケーブルを4,960km下に伸ばすまで切れない物質が必要なことがわかった。この数値はすべて一様な太さの軌道エレベータを構築した場合で、特に引っ張り力のかかる部分を太くするテーパー構造（末細り型）にした場合、多少改善されるものの、現実の物質と比較してみると、鋼鉄が50km、ケブラー繊維が200km程とまったく足りない。
そのため、長い間、軌道エレベータは空想上の素材や未来の工学として概念的なものとして扱われてきた。しかし、1982年に、破断長約1,000km で、理論的にはテーパー構造の軌道エレベータを建造できる強度のグラファイト・ウィスカーが発見された。さらに1991年に極めて高い強度を持つカーボンナノチューブが発見されたことにより、実用化可能と言われるようになった。
2031年10月27日の開通を目指し（当初は2018年4月12日を予定していた）、1メートル幅のカーボンナノチューブでできたリボンを、赤道上の海上プラットフォーム上から10万キロ上空まで伸ばすプロジェクトを、全米宇宙協会などが進めている。1999年にNASAの二つのグループが初めて、続いて2000年に NASA 先端概念研究所の援助を受けた研究により元ロスアラモス国立研究所員のブラッドリー・C・エドワーズ博士がそれぞれ軌道エレベータの理論的な実現性に関して報告している。彼はケーブルの紐の断面形状を単純な円形ではなく幅広で薄いリボン状とすることを提言した。これにより、隕石の衝突に耐える可能性がより高まり、クライマーがローラーで紐を把持しやすくなる。雷とハリケーンの回避のために、太平洋西部の赤道に移動式アンカーを設置することも提言した。その他エドワーズの研究は展開シナリオ、建設コスト、建設スケジュール、環境上の危険、クライマー設計、電力供給システム、軌道上のデブリ回避、アンカー システム、原子状酸素への生存性まで多岐に及んだ。
これらの研究報告に基づき、LiftPort社がアメリカ、ワシントン州シアトル郊外のブレマートンに設立され、NASAからの援助を受けて軌道エレベータの早期実現へ向けた研究開発を行っている。
2005年9月、米リフトポート・グループ社は同社が開発中の宇宙エレベータの上空での昇降テストを行った。このテストでは、カーボンナノチューブではないケーブルを使用して気球に接続し、次第に気球の高度を上げていき、3回目では高度約1,000フィート（約304.8m）に達した。実験写真を見る限りでは、SFなどで登場する塔のようなものではなく、上空から垂らしたケーブルを箱が昇っていくというシンプルなものである。

### 日本での取り組み
日本では、2009年から宇宙エレベーター協会主催の宇宙エレベーター技術競技会が開かれている。ルールは毎年改定され、2010年第2回大会では上空の気球から幅5cmのベルト状のテザーを垂らし、高度300mまで上昇・下降するというものである。
宇宙エレベーター協会などは2018年8月14～15日、上空100mの気球から吊り下げたケーブルを昇降機で登らせたロボットを、高度90mからパラシュートを使って地上に軟着陸させる実験を、福島ロボットテストフィールド実証用地（福島県南相馬市）で行った。
2012年2月には大林組が建設の視点から、宇宙エレベーターの可能性を探る構想を広報誌『季刊大林』に載せ、2050年の実現を目指すと報道された。

## 建造方法
代表的な建造方法として、長大な吊り橋を建設する場合と同じ方法を採ることが提唱されている。まず静止軌道上に人工衛星を設置し、地球側にケーブルを少しずつ下ろしていく。その際、ケーブル自体の重さによって重心が静止軌道から外れないように、反対側にもケーブルを伸ばす。地球側に伸ばしたケーブルが地上に達すると、それをガイドにしてケーブルをさらに何本も張って太くし、構造物を構築する。
この手法を小説『楽園の泉』（1979年）で提唱したアーサー・C・クラークは、ケーブルの素材として無重力環境でしか作れない物質を設定したため、小惑星帯から適切な鉱物を含む小惑星を運搬してきて静止軌道に設置し、工場を建設して静止軌道上で製造する工法を取った。この場合はまず小惑星を動かす段階で大量の資材を地球から持ち出さなければならず、「軌道エレベータを建造するために多数のロケットを打ち上げる」という本末転倒な事態になってしまう。
しかしカーボンナノチューブは地上でも製造可能である。ガイド用の細いケーブルと必要最小限の付帯設備だけはロケットで静止軌道まで運ばなければならないが、あとはケーブルを伝って地上側から敷設していくことができると考えられている。上端に達した敷設装置は、そのままアンカーの一部になる。なお、アース・ポートを赤道以外の場所に建設する場合でも、最初のケーブルの下端が赤道に向かって降りてくるのを捕まえ、建設予定地まで移動させなければならない。
現在の構想では、最終的にはケーブルの長さ1kmあたり7kg、アンカーまで含めた全体の質量は約1,400tとなる。建設費は100億ドルから200億ドル（1兆円から2兆円）とされている。ただし、実際に十人単位の人を運べるものを建設する場合、値段はより高額となると考える研究者もいる。なお、国際宇宙ステーションの建設・運用には1,000億USドル以上の費用が掛かっているが、こちらはすべてをロケットで打ち上げているため単純比較はできない。
SF作家のチャールズ・シェフィールドは、小説『星ぼしに架ける橋』（1979年）の中で、宇宙空間で建造した全長数万kmの軌道エレベータを、回転させながら一端を大気圏に突入させ、巨大な縦穴の底に接地したところで穴の壁を丸ごと爆破した岩雪崩で強引に押さえつけて固定するという、小説ならではのスリルある豪快なアイデアを示している。アーサー・C・クラークはこれを「髪の毛が逆立つような方法。この部分だけは信じられない。許可が下りないのは確かである」と評した。
なお、クラーク/シェフィールドの両作品とも現実の21世紀初頭より宇宙開発が進み、既に多数のロケットが地球と宇宙を行き来している世界の物語である。

## 派生アイデア
月面での建造
月は地球に比べ重力が小さく、大気の影響も受けない。しかし、自転速度が遅く、公転と同期しているので、月と地球の引力の中心点（ラグランジュ点）にアンカーを置かなければならない。これは、建設地点・運用が大きく制限されることを意味する。また地表からラグランジュ点までの距離は最も近いL1でも56,000kmであり、地球－静止軌道間の36,000km以上である。
そして、月のような低重力・真空の環境下では、SSTOやマスドライバーなど他の低コストな打ち上げ手段も現実的な選択肢となりえることを考慮しなくてはならない。
火星での建造
アーサー・C・クラークは軌道エレベータを題材にしたSF小説『楽園の泉』において、火星での建設可能性について言及している。ここでは地上駅を赤道直下にある巨峰パヴォニス山に、終端に衛星ダイモスを用いるとしており、月同様に低重力や大気の影響を受けないために地球の1/10ほどのコストで建造できるとしている。また材料についてもダイモスに無尽蔵に存在する炭素を用いて超炭素繊維を現地生産するとしている。ダイモスより内側を回っているもうひとつの衛星フォボスとの衝突回避の手段についても示されている。
むしろ問題は火星に建設する必要性である。これも同作では、火星のテラフォーミングのために地表を温める反射鏡を火星で製造して（既に火星には多くの人々が定住しており、鏡の材料が地上でしか入手できない設定）宇宙に持ち上げるために使用するとされている。
地上からある程度の高さまで、ケーブルを2本ないしそれ以上に分岐させ、複数のアース・ポートを設けるというアイデアも提唱されている。様々な技術的問題点が指摘されたが、地球より重力が弱い月や火星になら建設できるかもしれない。それ以外にも、さまざまなアイデアを追加した変種が提唱されている。
宇宙のネックレス
赤道上に多数の軌道エレベータを建設し、それらを静止軌道よりも少し上の部分で互いにケーブルでつなぎ、力学的に安定させる方法。ケーブルは常に遠心力で円形に広がり各軌道エレベータを左右から引っ張るので、赤道上ならどこでも軌道エレベータを建設できる。1977年にソ連のG・ポリャーコフが提唱した。
スカイフック、テザー衛星
静止軌道よりも低軌道の地球周回軌道を使用するためのアイデア。軌道エレベータを固定せず、重心を中心として回転させる。地球と接地する部分との相対速度が0となるように回転速度を調整することで、地上からの物資や旅客の乗り移りを可能にする。低軌道におくことができるのでサイズが小さくて済み、そのぶん建造コストが安くなる。赤道上でなくても接地できるので自由度が高い。空気抵抗による恒常的な回転速度の低下と、軌道の低下、接地部分が大気に突入したときの断熱圧縮による発熱、衝撃波の発生をどのように防ぐかという問題がある。なお、空力加熱、空気抵抗に関してはテザーをどれだけ長くできるかによる。

極超音速スカイフック
上記のスカイフックを改良したアイデアとして、1993年にロバート・ズブリンが提唱。ケーブルの下端が大気圏の上（高度100 km 付近）にあり、その地上との相対速度が極超音速（マッハ10 - 15）となる構造をしたもの。回転はせず、軌道エレベータの大気圏内部分を取り除いたような構造となる。スカイフックと比べ規模が小さく（静止トランスファ軌道 (GTO) に1.5tの打ち上げ能力を持たせた場合で、質量16.5t）、大気との衝突による問題も軽減されるため、カーボンナノチューブのような新技術を用いずともケブラー繊維などで建設が可能と言われている。ケーブル下端にはロケットやスペースプレーンでアクセスし、ペイロードを積み替える。
ORS（軌道リング）
1982年ポール・バーチは、スカイフックの欠点を受けて、オービタルリング（Orbital Ring Systems、ORS）という概念を発表した。これは、磁性流体などの流体を、地球を一周するチューブのようなものの中に封入して高速で移動させると、張力が発生して物をぶら下げることができるというもの。ここから地上に構造物を下ろすとそれが軌道エレベータになる。この場合、軌道エレベータの全長が、静止軌道を用いた場合よりもはるかに短くて済むという利点もある。
スペース・ファウンテン
オービタルリングと同じ原理で、磁性流体が地上と宇宙を往復するようにチューブを配置し、軌道側のステーションは噴水の上に乗ったボールのように磁性流体に支えられて浮かぶ。

ロフストロムループ
オービタルリングと似たような構造だが、全長は2000km高度は80kmほどで地球は一周させない。鎖の噴水現象のように循環するエネルギーによって高度を維持する構造になっている。

## 技術的課題
軌道エレベータを実際に建設するためには、乗り越えなければならない技術的課題がある。
ケーブル材料
材料の強度の点では、従来の最強クラスの素材だったピアノ線やケブラー繊維を用いても静止衛星軌道から垂らすには強度がまったく足りなかった。しかし、カーボンナノチューブの発見により、少なくとも理論上は可能性が見えてきたと言える。
ケーブルの自重を支えるために必要な比強度（強度/密度）は約50,000kN·m/kgであり、最低破断長（比強度/重力）ならば約5,000kmである。一般的なCNTの密度1,300kg/m3の場合、必要な強度は65GPa以上である。昇降機を含めた軌道エレベータ全体の重量を支えるためには2倍の比強度が必要となる事が予想される。
2000年代以降、日本の研究では高純度・軽量なカーボンナノチューブの開発が進められ、産業技術総合研究所では単層カーボンナノチューブ（SWNT）の紡糸、薄膜化（バッキーペーパー）、固体の自由な成形 が研究開発されている。特にスーパーグロースCVD法によって製作されたSWNTによる薄膜は純度99.98%、重量密度37kg/m3 という非常に高品質なカーボンナノチューブの生成に成功している。なお、触媒操作によりSWNTシートだけでなく比強度の高いDWNT（二層カーボンナノチューブ）シートやMWNT（多層カーボンナノチューブ）シートも製作できる。
重量密度37kg/m3と考えた場合、紙程度の厚さ0.1mm、幅1m、長さ1km の重量は3.7kg となり、長さ10万km では370トンに達する。大林組の検討によれば、ペイロード70トンを積んだ総重量100トンのクライマーが昇れるケーブルを作るためには、長さ10万km、重さが7000トンのカーボンナノチューブのケーブルを作ることになる。その厚さは1.38mm、幅は最大の部分でも4.8cmという非常に薄いリボンのようなものになる。
ただし、上記の計算で用いた重量密度は、多量の空隙を含んだ状態のものである。しかし、本来の強度計算には、SWNTを束ねたもっと密度の高い糸を用いた場合の重量密度を用いるべきである。そのため、同じ強度を出すためには、上記の重量密度の値よりも遙かに重くなってしまう。
ケーブル材料としての物質は従来ではカーボンナノチューブのみと考えられてきたが、新たに発見された物質でも可能性が見えてきている。例えばコロッサルカーボンチューブと呼ばれる物質は、強度7GPa、密度116kg/m3で、破断長は6,000kmに達し、軌道エレベータの最低破断長の条件を満たすと考えられる。
カーボンナノチューブを使って建造物を建てるための、構造計算や維持運用についてはまったくの白紙である。高い理想強度を持つカーボンナノチューブであるが、共有結合性の物質であり欠陥感受性が高く、切断しないためには数万kmの長さに渡って欠陥が存在できないことが最弱リンクモデルによって示される。たとえ無欠陥の材料が製造できたとしても、外気圏や宇宙空間などの極環境下では、太陽風に含まれる高エネルギー粒子の照射損傷による強度の劣化は避けがたい。軌道エレベーターという魅力的なアイデアの検討を具体的に進めるためには、これらの材料工学的に示される実現不可能性を回避する手法の提示が必要である。
昇降機
軌道エレベータのケーブルにラック式鉄道の様なラック（歯）を設ける事はほぼ不可能であり、昇降機はケーブルとの摩擦のみで地球の重力に逆らって昇降を行う必要がある。駆動系に十分なトルクを得るには減速ギアなどで機構が複雑になり、重量や故障率を増加させてしまうため、いかにシンプルで軽量な機構で十分な昇降能力を実現するかが課題となる。
ケーブル材料に比べれば遙かに現実的な課題であり他分野での技術応用も見込めるため、日本の大学や研究機関も含めて複数の研究者が開発を行っており、気球から吊したテープに小型モデルを昇らせる技術競技会も行われている。
昇降用エネルギー
昇降用としてのエネルギーは前述のように電気エネルギーによる3つの供給方法が考えられている。マイクロ波もしくは遠赤外レーザーの形で昇降機に送電する方法、太陽電池による発電、搭載型燃料による発電である。
昇降機の規模により用いられる供給方法は変わると思われるがバックアップの意味も含めて複合的な供給が望ましい。レーザーによる供給については高高度での減衰と十分なエネルギーが得られるか疑問点が残る。太陽電池の場合、非常に大きなパネルが必要とされる。搭載型燃料については、例えば燃料電池が挙げられる。燃料電池は自動車などに使われるものから火力発電に使われるようなものまで様々な種類がある。
電気エネルギーに限らなければ、内燃型のエンジンなども選択肢に入ると推測される。
なお原子力電源については宇宙法の問題により十分に高度な軌道でのみの使用に制限されるため現実的でない。そのため現行技術で昇降機に用いられるエネルギーは火力発電レベルまでである。もっとも、軌道エレベーターに使えるほどの破断長を持つ繊維製のフライホイールは化学反応を超えるエネルギー密度のため技術の開発順序上はより難易度の低いフライホイール・バッテリーのエネルギー密度の高さで搭載燃料の問題は解決されるとみられる。また、ケーブルを使った直接供給では超長距離送電を考慮に入れると損失は1,000km当たり約3%が現在技術の限界である。地上と静止衛星軌道との中間地点である18,000kmでは、単純計算で42%を損失してしまい58%しか使えなくなる。

## 建造可能性以外の課題
現時点で議論の焦点は、実際それが技術的に建造可能か否かという点である。ひとたび建造可能性に目処が立った場合、続いて克服すべきいくつかの課題がある。
維持費
宇宙空間は相当に過酷な環境であり、軌道エレベータのような長大な建造物も日光や宇宙線などにより材料の劣化にさらされる懸念がある。スペースデブリとの衝突による破損も考慮に入れなければならず、軌道エレベータのような長大な建造物を維持修繕していくのにどの程度の費用がかかるかは不明である。
安全上の問題点
航空機や人工衛星などとの衝突が起きた場合、軌道エレベータの本体は深刻な損傷を受ける。軌道エレベータのケーブル（またはシャフト）部分の一部でも損傷した場合、損傷箇所に極めて大きな応力がかかって、軌道エレベータ全体が崩壊する可能性がある。もし軌道エレベータの質量が十分に大きければ地上の広範囲に被害をもたらす可能性がある。
衝突事故を防ぐためには、軌道エレベータの周囲の広範囲（ブラッドリー・エドワーズらは「少なくとも数百キロメートル」としているが、根拠は示されていない）を飛行禁止区域として設定し、レーダーなどで常時監視することが必要だろう。
軌道エレベータは長い弦とみなせるので、固有振動数に一致する振動が発生すると、タコマナローズ橋の崩落事故のように減衰せずにエネルギーが蓄積されて振動し続け、応力限界を超えて破壊される恐れがある。これは荷物を適宜上げ下げして振動を打ち消すことで回避可能であり、人工衛星やスペースデブリとの衝突を回避するために意図的に振動させることもできる。
ある程度大きなスペースデブリは軌道がわかるため、上記の方法で回避できるが、小さなものは衝突を避けられない。軌道エレベータ自体への影響は軽微で済むとしても、軌道エレベータの昇降機や乗客・貨物への悪影響が考えられる。
対策としては、定期的なスペースデブリの回収作業も並行して行う必要がある。軌道エレベータを使用するかにかかわらず、宇宙開発を今後も推進していくためにはスペースデブリはいずれ回収作業が必要な、現実の問題である（ケスラーシンドロームを参照）。
類似の問題として、軍事衛星との衝突の可能性が挙げられる。軍事衛星は機密上存在自体が秘匿されることもあり、特に低高度を飛ぶ偵察衛星などは周回時間も短く、想定範囲外の衝突が発生する恐れもある。これらが衝突を回避する様に全て制御するのは困難であるし、活動の妨げになる物の建造に異を唱える国家などもあり得る。
環境への影響
軌道エレベータのような大規模構造物が環境にどのような影響を与えるかはまだわかっていない。ただし軌道エレベータのケーブルは極めて細いため、大気の擾乱や熱伝導による気温変化は小さいと推測される。またアース・ポート建設地点の生態系の変化や、建造に伴う廃棄物による公害なども考えられるが、軌道エレベータが完成すれば有害物質や騒音を撒き散らすロケットの打ち上げは激減し、相対的には環境によい影響をもたらす可能性もある。いずれにせよ本格的な研究にはまだ着手されておらず、定量的に示すことはできない。
政治的課題
軌道エレベータはロケットに比べて遥かに安価な輸送手段であり、また経済的に建設できる場所が限られているため、軌道エレベータが建設されるような時代になってもまだ強力な国家や経済ブロックが残存していると、アース・ポートの領海・領空の使用権、軌道エレベータの権利を巡って政治的な紛争が起こる可能性がある。
天体力学、地球科学の観点からの問題点
母星(この場合は地球)の位置エネルギーを常にスイングバイの状態で引っ張り続けるため自転エネルギーを削り続けいずれは自転の静止を大きく早める。そうなれば昼夜によって現在維持している循環する気温の温度差は止み常に日光が当たる昼の部分は灼熱の砂漠地帯、日光が当たらない常闇の夜の部分は酷寒の氷期となる。その後気流、重力やそれらが維持している地球上の水循環と宇宙への放出量のバランスが崩れ生命体の生存活動に大きく負の影響を与えることになる。

## 軌道エレベータを主題とした作品
軌道エレベータが登場する作品をまとめたリストとして、石原藤夫と金子隆一の共著『軌道エレベータ -宇宙へ架ける橋-』（裳華房版）の巻末付録「『軌道エレベータ』SF作品リスト」がある。

### SF小説
果しなき流れの果に　
著：小松左京
第三章「事件の始まり」に登場。ケリンチ山頂（スマトラ　バリサン山脈の高峰）と定点衛星をつなぐ電磁式エレベーター。
楽園の泉
著：アーサー・C・クラーク
軌道エレベータSFの代表的作品。架空の島タブロバニー（クラークの終の住処となったスリランカがモデル）を舞台に軌道エレベータ建造に挑む天才技術者の姿を描く。火星におけるテラフォーミングのための建設や、「宇宙のネックレス」構想にも言及されている。
3001年終局への旅
著：アーサー・C・クラーク
地球に軌道エレベータとオービタルリングが建設され、多くの人が生活の場としている。エレベーターの材料にはダイアモンド、駆動方式に慣性駆動が使用されている。
星ぼしに架ける橋
著：チャールズ・シェフィールド
「ビーンストーク」（日本語で「豆の木」の意味）という名の宇宙エレベータの建造を描いた物語。「楽園の泉」と同時期に発表された作品であり、アイデアやプロットも似ているが、アメリカSF作家協会報への公開状（文庫版に収録）でクラークが書いているように、全く別個に発想された作品である。この中でクラークは自身の作品とは異なる、少々乱暴なエレベータの地球への固定方法については「身の毛もよだつ」と評している。
轍の先にあるもの
著：野尻抱介（『沈黙のフライバイ』収録）
軌道エレベータ建造による社会の変化を、冒頭で無人探査機の小惑星着陸に心躍らせていたSF作家の「私」が、数十年後には自分の足で小惑星に降り立つという形で描いている。登場する軌道エレベータは、ブラッドリー・エドワーズらが研究しているものに近い。
マザーズ・タワー
著：吉田親司
リング状構造物と極薄のカーボンナノチューブを併用し、ごく短期間で地球低軌道に軌道エレベータを建造しようとする4人組の活躍を描く。完成した軌道エレベータは軌道リングシステムの応用型。
南極点のピアピア動画
著：野尻抱介
カーボンナノチューブを吐き出す蜘蛛を利用して、ごく短時間に軌道エレベータを建設するエピソードがある。
三体II 黒暗森林・三体III 死神永生
著：劉慈欣
『黒暗森林』では、軌道エレベーターのアンカーとして建設された黄河宇宙ステーションで、章北海が化学ロケットの開発者を暗殺するエピソードがある。
『死神永生』では、程心が軌道エレベーターを利用して雲天明に会いに行くエピソードがある。
銀環計画
著：田中芳樹
地球温暖化に伴う海面上昇を抑えるために、軌道エレベータを建設、海水を軌道上に噴射しようとする短編小説。
妙なる技の乙女たち
著：小川一水
軌道エレベータができた島で働く女性を描いた連作短編集。
ウロボロスの波動
著：林譲治
太陽系の近くに発見されたブラックホールから人工降着円盤を作りエネルギーを取り出すプロジェクトAADDは、そのまま地球圏と異質な社会を構築するようになった。地球とAADDの摩擦を描く連作短編集の中に、マスドライバーによって軌道エレベータにテロを試みるものがある。
ザ・ジャグル
著：榊一郎
大戦後、軌道エレベータのアースポート「永久平和都市」オフィーリアの平和を守る秘密特殊部隊の活躍を描く作品。
星界の紋章
著：森岡浩之
「アーヴによる人類帝国」では有人惑星の価値を高めるための惑星開発の一環として軌道塔の建設が行われ、領主の館や星界軍の施設が付随する。ほとんどの領民にとっては星間移民のため一生に一度利用するかしないかである。
サイレントメビウス 天下る軌道
著:重馬敬、麻宮騎亜
東京に軌道エレベーター「スパイラス」が建造される。

### 漫画
銃夢
著：木城ゆきと
宇宙施設「イェール」とアース・ポート「ザレム」(2つ合わせてイェルサレム)を結ぶ軌道エレベーターが登場し、ザレムは人類が星間移民をするための実験都市となっている。

まっすぐ天へ
著：的場健、協力：金子隆一
宇宙開発の研究者である兄と建設会社に勤める弟が、軌道エレベータの実現に向け奮闘する。未完のまま連載終了。

水惑星年代記
著：大石まさる
軌道エレベータの建設から火星植民までの宇宙開発の時代を描いた連作短編集。軌道エレベータでの旅行を科学漫画風に解説した短編も含んでいる（「軌道エレベータのひみつ」『水惑星年代記月娘』）。リニアモーター駆動で最高時速約1万kmという設定。
砲神エグザクソン
著:園田健一
リオファルド人が建造した軌道エレベータ。これの開通式典において地球を植民地とする旨の宣言から戦いが始まる。

### アニメ
宇宙空母ブルーノア
日本の映像SFで軌道エレベータが最初に登場した作品。地球に侵攻した異星人、ゴドム人が太平洋上に建設した。
超時空世紀オーガス
軌道エレベータを巡る経済紛争が物語の発端となっている。エレベータはその後、作中で重要な役目を果たす。日本の映像SFでは上記のブルーノアに続き二番目に登場した軌道エレベータで、地球人が建造した物としては初。
勇者警察ジェイデッカー
第七話「大倒壊」で赤道直下の島で建設されていた軌道エレベーターが事故で倒壊する事件が描かれる。エレベータの先端が日本列島に達するため、第八話「完成！ビルドタイガー」で巨大ロボットによって細かく破壊していくという処理が取られる。
Z.O.E Dolores, i
終盤で火星のために、軌道エレベータを崩壊させて地球壊滅を企む計画が実行される。「しなりながら長さ数万キロの鞭が、音速で地球に巻き付く様に落下して来たらどうなる?」と劇中で示唆されている。重力の釣り合いを取るためのステーションや、バランス調整用のアジャスターホイール等、かなり本格的な描写がある。SF作家の山本弘は「科学的に極めて正確」と評した。
宇宙エレベータ 〜科学者の夢みる未来〜
監修：日本科学未来館
日本科学未来館他、全国のプラネタリウムで公開されている宇宙エレベータ（＝軌道エレベータ）を題材にしたアニメーション。
宇宙の騎士テッカマンブレード
人類が静止軌道上に建造していたオービタル・リングが突如襲来して来た異星生命体ラダムによって占拠され、人類は地上に封じ込められていた。オービタル・リングの設定が前面に押し出されて、また物語中ではオービタル・リングと軌道エレベータを巡って幾多の勝負も行われた。

機動戦士ガンダム00
3つの国家群がそれぞれ所有する軌道エレベータ「タワー」「ラ・トゥール（アフリカタワー）」「天柱」の3基が登場。高軌道と低軌道の2つのオービタルリングによって連結され、低軌道オービタルリングには2基の巨大自由電子レーザー掃射装置「メメントモリ」が建造された。人員物資の輸送の他、太陽発電衛星で得られた電力を地上に送電する機能を持つ。劇中で「メメントモリ」による「ラ・トゥール」の低軌道ステーションを狙っての照射で、外壁が破壊・多数落下する人為的事故が起こる。

ガンダム Gのレコンギスタ
宇宙世紀時代に建設されたエレベータを改修した軌道エレベータ「キャピタル・タワー」が登場する。この「キャピタル・タワー」は塔ではなく、ケーブルとゴンドラで構成され宇宙と地上を結んでいる。ゴンドラは「クラウン」と呼ばれ、1ユニットの高さは約60m。そのユニットが列車のように複数連結されてケーブル上を進み、宇宙と地上を往復する。
銀河英雄伝説
OVA版のみフェザーン自治領に軌道エレベータがあり、宇宙に突出している頂上は宇宙港になっている。

### 映画
劇場版 仮面ライダーカブト GOD SPEED LOVE
人類の存亡をかけた、軌道エレベータによる「天空の梯子計画」が作品の背景として進行する。『科学がSFを越える日』の「軌道エレベータが登場する代表作品」の数少ない候補のひとつとして紹介されているように、「世界初の軌道エレベーターを映像に取り込んだ実写作品」と言われている。
劇場版 とある魔術の禁書目録 -エンデュミオンの奇蹟-
東京都西部にある架空の都市「学園都市」の宇宙エレベーター・「エンデュミオン」に隠された秘密を巡る物語。原作ライトノベルに無い独自のエピソード。

### 楽曲
宇宙エレベーター
作詞・作曲：中田ヤスタカ
音楽ユニットCAPSULEの楽曲（2004年発売のアルバムS.F. sound furniture所収）。軌道エレベータを中心的なモチーフとして扱っている。歌詞にはカーボンナノチューブにも言及がある。

### ゲーム
ボーダーダウン
人類が火星に移住した時代、未知の侵略者による攻撃により火星の軌道エレベーター「ジッグラト」が戦いの舞台になる。これは大都市の中心から伸びる巨大な塔のような建造物。宇宙に設置された制御中枢を破壊されたジッグラトは崩壊し、火星の環境に多大なダメージを与える。それは火星の地表に30000kmを超える傷跡を刻み込むものだった。

エースコンバット7 スカイズ・アンノウン
小惑星ユリシーズの落着とそれを遠因とする第一次大陸戦争で甚大な被害を受けたユージア大陸諸国の復興のため、オーシア連邦主導の元建造された「国際軌道エレベーター（ISEV：International Space EleVator）」が登場。その建造場所や宇宙利権の扱いを巡ってユージア西部の大国・エルジア王国との間に政治的軋轢が生じる結果となり、作中でオーシア・エルジア間で勃発した「第二次大陸戦争（灯台戦争）」の遠因ともなった。
ガンダムブレイカー3
本編開始の1年前に30年という工期を経て完成、登場人物の何人かからは「未来」の象徴と言及されているが、安全性の懸念が残る為、完成後ほとんど利用されていなかった。終盤の舞台となるが、そこで起こった事件と、その解決により安全性が証明される事となり、急速に利用されるようになっていった。カウンターウェイトや軌道上ステーションの緊急回避システム、南太平洋上のメガフロートを使用した地上側ステーション等本格的な描写がある。
ロックマンX8
地球を見限った人類は、生存の途を“宇宙”へと求めることに。軌道エレベータ・ヤコブでトラブルが起き、主人公たちはヤコブへと向かう。